# 全球華人大遊行
全球華人大遊行，又稱五二八大遊行，是正值八九民運時一場於1989年5月28日（星期日）舉行的全球性遊行活動，接續前一天周六在香港舉行的民主歌聲獻中華，以聲援在北京天安門廣場絕食抗議的學生。北京的學生為紀念胡耀邦逝世，同時爭取民主、反貪腐、反貧富懸殊等目的，呼籲全球華人在當日串連遊行。
在香港，當日共有150萬人上街遊行，不論遊行人數還是全民參與率都是空前的。同日，在北京有大約10萬人遊行，上海和澳門有大約5萬人。此外，在台北、高雄、大阪、三藩市、洛杉磯、墨爾本、悉尼、多倫多、巴黎、柏林、倫敦、羅馬等世界各地的大城市也都有大量華人在當地遊行。

## 背景
北京的學潮發展到1989年5月20日時，中華人民共和國總理李鵬簽署戒嚴令，北京開始戒嚴。北京市人民政府根據戒嚴令，由陳希同市長簽發了實施戒嚴令的第一、第二、第三號令。
北京戒嚴後，外地軍隊接到命令，開赴北京執行戒嚴令。北京市民和學生一起走上街頭，阻止軍隊進城。但此時在北京郊區已經有了些零星的流血衝突。
當時，很多人都認為北京的學潮是一場愛國民主運動，普遍不同意當局的把學潮定性為「動亂」，以及進行戒嚴。在5月20日晚，颱風布倫達吹襲香港，雖然香港掛起八號風球，但當晚仍有4萬人冒著颱風威脅在維多利亞公園集會並遊行到當時在灣仔皇后大道東的新華社香港分社（今翻新成灣仔帝盛酒店）。在5月21日，香港更有100萬人遊行（百萬人大遊行），支聯會也在當日成立。5月27日，香港演藝界在跑馬地馬場舉行民主歌聲獻中華籌款演唱會，籌得1,200萬港元，並由李卓人把款項送到北京。在澳門，5月20日澳門氣象台懸掛第二高的九號風球，各界1萬人冒着狂風暴雨大遊行反對北京戒嚴。隨後的遊行人數於5月22日為5萬人、23日達到10萬人、28日有5萬人。
6月4日，民運被中國人民解放軍以武力血腥鎮壓，澳門高達20萬名市民上街遊行抗議血腥鎮壓，創下當地史上最多人遊行集會的記錄，當日香港亦有100萬人上街抗議。

## 各地遊行情況

### 香港
在香港，遊行活動由支聯會統籌。遊行人士在當日下午2時由遮打道行人專用區出發，經灣仔新華社香港分社再遊行至北角糖水道轉上東區走廊，最後抵達目的地維多利亞公園繼續集會。遊行持續達8小時，直到晚上10時才結束。遊行期間大致和平，並沒有發生不愉快事件。據估計，當日共有150萬人參加遊行，被認為是香港歷史上規模最大的一次群眾運動之一，直至2019年616大遊行的200萬人打破遊行紀錄。

### 澳门
在澳門，各團體動員5萬市民於繁華地段遊行支援學運，並遊行至新華社澳門分社。

### 臺湾
在八九天安門民主運動期間，台灣社會各界也高度關注其發展，並有團體發起捐助金錢與物資等活動。在台北，大約1萬名大學生和民眾在中正紀念堂集會及遊行，徹夜聲援以示支持。在高雄，亦有大約1萬人參加遊行活動。

## 時序
| 日期             | 遊行/活動        | 地點                    | 備註 |
| 1989年           |                  |                         | |
| 4月27日          | 四二七遊行       | 中国大陆北京            | 4月26日，《人民日報》發表文章《必須旗幟鮮明地反對動亂》（即「四·二六社論」）。                                                                                              |
| 5月17日          | 五一七大遊行     | 中国大陆                | |
| 5月20日          | 五二零遊行       | 英屬香港、 葡屬澳門     | |
| 5月21日          | 五二一大遊行     | 英屬香港                | |
| 5月22日          | 五二二遊行       | 葡屬澳門                | |
| 5月23日          | 五二三大遊行     | 中国大陆北京、 葡屬澳門 | |
| 5月27日          | 民主歌聲獻中華   | 英屬香港                | 香港市民支持北京民運而舉辦的籌款活動。6月2日，支聯會赴京代表團團長李卓人把130萬港元捐款送到北京時被拘留，迫簽悔過書，3日後才獲釋，而款項被北京當局全數沒收。                |
| 5月28日          | 全球華人大遊行   | 全球                    | |
| 6月4日           | 六四大遊行       | 全球                    | 6月3日晚上－6月4日凌晨發生六四事件。 |
| 六四事件週年紀念 |                  |                         | |
| 每年6月4日       | 維園六四燭光晚會 | 香港（1990年－2019年）  | 2020年香港特區政府以針對新冠肺炎疫情的「限聚令」為由，不批准紀念活動。6月30日《港區國安法》實施後未經批准的遊行被視為違法，加上2021年支联会解散，香港的悼念活动已不復存在。 |
| 每年6月4日       | 六四事件紀念活動 | 全球                    | |